# Concord (Észak-Karolina)
Concord város az Amerikai Egyesült Államok Észak-Karolina államában, Cabarrus megyében, melynek megyeszékhelye is. Lakosainak száma 105 240 fő (2020. április 1.).

## Népesség
A település népességének változása:

| 2010 | 79 066  |
| 2020 | 105 240 |